# Creu dels Ullastres
La Creu dels Ullastres és una creu de terme d'Andratx (Mallorca) incrustada en una cantonada del carrer Catalunya. Està declarada Bé d'Interès Cultural.
La creu dona accés a l'antic poble d'Andratx des del camí reial a la mar. Presidia l'entrada al barri d'Es Pantaleu per la porta de la muralla i la Torre Gran de la Vila, actualment desaparegudes. El seu capitell és barroc, del segle XVII, el fust és aprofitat, amb una varietat de rellotges de sol, i la creu és neo-barroca. El 2022 va ser restaurada.